# Graf Luckner (Fernsehserie)
Graf Luckner (Französisch: Les Aventures du capitaine Lückner) ist eine deutsch-französische Fernsehserie in Farbe, die von 1971 bis 1973 in 39 Episoden produziert wurde. Parallel wurde eine fünfteilige, halbstündige Dokumentarfilmreihe unter dem Titel Auf den Spuren der Seefahrer – Ein Globetrotter und Luckner-Fan erzählt produziert, in der der Schauspieler Nino Korda in einer Rahmenhandlung auftrat. 

## Handlung
Die Serie spielt in der Zeit zwischen dem Ersten und dem Zweiten Weltkrieg in Hamburg, auf Borkum, dem Mittelmeer, der Karibik, Südamerika und Australien, wobei die Dreharbeiten sämtlich in Mittelmeerhäfen stattfanden. Zentrale Figur der auf Fiktion basierenden Serie ist der ehemalige deutsche Seeoffizier Felix Graf Luckner und sein ebenfalls fiktives Schiff Niobe, tatsächlich die 1887 in Southampton gebaute französische Barkentine Amphitrite, seinerzeit Heimathafen Port Grimaud.

## Hintergrund
Die Drehbücher zu den einzelnen Episoden stammten von französischen Autoren wie François Boyer, Jean-Michel Charlier und anderen, Regie führten Theodor Grädler, Yannick Andréi, Jean Couturier, Jean-Pierre Decourt und François Villiers.
In Frankreich wurden von den 39 produzierten Episoden lediglich 13 ausgestrahlt.
Der WDR veröffentlichte 2018 eine DVD-Edition mit sämtlichen Episoden sowie Begleitmaterial zur Serie.

## Episoden
1. Hamburg ahoi
2. Das Bordfest
3. Wer hat Angst vor Solferino?
4. Heimweh nach Büsum
5. Safeknacker Suite
6. Die Orient-Film AG
7. Geburtstag in Cannes
8. Kapitän ohne Schiff
9. Der Schatz des Abdul Shameh
10. Die trojanische Helena
11. Gold für Bierbaum
12. Das Glück auf Prosperosa
13. Allzeit treu
14. Die Begegnung
15. Revolution an Bord
16. Lösegeld für Niobe
17. Das Geisterschiff
18. Ein objektiver Zeuge
19. Der weiße Vogel
20. Das verlorene Paradies
21. Das Floß
22. Eine explosive Kreuzfahrt
23. Der Jazzsänger
24. Reis für die Rebellen
25. Quarantäne
26. Der blinde Passagier
27. Windstille
28. Die Strandräuber
29. Heimliche Freiheit
30. Sabotage auf Kuba
31. Ein gewisser Herr Wallace
32. Hochzeit an Bord
33. Der Verlierer
34. Ein ganz spezieller Auftrag
35. Atlantis
36. Torpedo-Fischer
37. Die Erfindung
38. Begegnung mit der Vergangenheit
39. Die Falle